# Sem Verbeek
Sem Verbeek (født 12. april 1994 i Amsterdam, Holland) er en professionel tennisspiller fra Holland.